# パック2
パック2（パック・ツー）は、TBS系列の北海道放送（HBC）が1972年5月29日から1993年9月30日まで放送していたローカルワイド番組である。平日14時から1時間の生放送。初期・中期は『3時にあいましょう』→『スーパーワイド』前の『HBCニュース』を別枠で放送していたが、末期は番組内で放送された。

## 概要
1966年8月から放送していた午前の生活情報番組「奥さまスタジオ」「土曜をあなたに」を統合し午後2時枠に移す形で、1972年5月29日に「パック2pm」というタイトルで開始し、1982年10月から「PM」が外れる。専業主婦をターゲットにしたワイド番組の草分けとして知られる。
前半は生活に役立つ情報を特集として組んでおり、後半は札幌市内の各デパートとのタイアップによる通販コーナー「ショッピング情報」だった。ショッピング情報の展開にあたってはHBCの定款に物品販売の項目がなく通産局や郵政局と交渉した後、札幌市内のデパート5店とのタイアップによる商品紹介を行う形で成立した。
オープニングでは「♪パック2～パック2～」と歌う女性コーラスによるテーマ曲が流れていた。「パック2PM」から「パック2」となる際にテーマ曲がリニューアルされた。
司会は当初女子アナ2名だったが、後にJNNニュースデスクのキャスターでも知られた村形貞彦、さらに佐藤のりゆきがメインとなり、この番組をきっかけに人気を得ることになる。
また、霊能力で一世を風靡した宜保愛子も出演。番組内の心霊コーナーや主婦の悩みコーナーなどの再現ビデオでは、オフィスキュー社長（当時）の鈴井貴之や、その妻で副社長（当時）の鈴井亜由美も出演していた。
司会は村形・佐藤アナのほかにも、松永俊之（1989年10月～1993年3月）、管野暢昭（1993年4月～1993年9月）など、21年間で担当したアナウンサーは多数。一時期はザ・キッパーズも準レギュラーとして不定期に出演。自身が出演の松尾ジンギスカンのCMはこの番組の中でOAされていた。
特に後期になると、週の月曜日は視聴者の関心が高かった「心霊特集」で固定され、宜保愛子や占い師の浅沼開元なども不定期で登場した。これに、札幌テレビ放送（STV）の『ちょっと和久井の2時ですよ』も「心霊特集」で対抗し、地元の「観さん神さん」による姉妹占いも注目が集まった。この結果、さらに熾烈な視聴率競争が行われ、夏休みになると「パック2夏休みスペシャル・真夏の怪奇特集」などと銘打った1週間ぶち抜きの心霊特集が組まれた。
その一方で、暫く会っていない知人や友人、親族に5万円分の予算でプレゼントを贈る「ペリカン愛の特急便」（日本通運提供）や、週末のお天気などといったやわらかいコーナーもあった。
番組の音楽は、最初のオープニングトークやCM前の音楽など、すべて生エレクトーン演奏の時代もあり、番組の最初にエレクトーン奏者を紹介している。
1993年8月、STVの夕方ワイド番組『どさんこワイド120』に対抗するため、当番組を事実上発展させる形で『HBCゆうやけワイド・テレビ一番星』を立ち上げることとなり、1993年9月、21年の歴史に幕を下ろし、当該枠は東京発の『スーパーワイド』に切り替わった。なお、この発表直後にSTVも『ちょっと、和久井の2時ですよ』を終了させて大幅拡大させた『どさんこワイド212』を立ち上げることとなった。その後幾度かの番組変更はあるが、熾烈な「夕方ワイド戦争」が起こっている。
HBCでは看板番組の一つで、1972年7月からは番組と連動し生活情報などを掲載する主婦向けフリーペーパー「週刊パック」を発行。これは番組紹介とショッピング情報に局広報を兼ねていたが、1978年からは子会社「HBCミュージック」に移管し、1983年5月まで刊行された。

## ショッピングを担当した百貨店
曜日ごとに担当が決まっていた。
- 駅前プラザ東急→さっぽろ東急百貨店→東急百貨店さっぽろ店
- 五番舘→五番舘西武（後に札幌西武となり、閉店）
- 札幌三越
- 丸井今井札幌本店
- 札幌松坂屋→ヨークマツザカヤ（後にロビンソン百貨店札幌店を経てススキノラフィラとなり、閉店）